# Januš (priimek)
Januš je priimek v Sloveniji, ki ga je po podatkih Statističnega urada Republike Slovenije na dan 1. januarja 2010 uporabljalo 127 oseb.

## Znani nosilci priimka
- Gustav Januš (*1939), pesnik in slikar, prevajalec
- Majda Strašek Januš, prof., urednica, pisateljica, prevajalka
- Peter Januš, pop-pevec